# Nikola Andrović
Nikola Andrović (18. května 1798 Dubrovník – 19. října 1857 Dubrovník) byl rakouský básník a politik chorvatské národnosti z Dalmácie, během revolučního roku 1848 poslanec Říšského sněmu.

## Biografie
Pocházel z vlivné měšťanské rodiny. Jeho otec Rafo Andrović byl frankofilsky orientovaným básníkem. Nikola získal vzdělání v rodném městě. Měl jazykový talent, obzvláště na řečtinu. V letech 1831–1832 společně s otcem podali návrh na reformu institucí města Dubrovník. V roce 1842 a 1843 se pro své aktivity dostal do konfliktu s rakouskými úřady. Byl literárně činný. Psal básně v řečtině, latině a italštině. Roku 1849 se uvádí jako Nikolaus Androvich, statkář v Dubrovníku.
Během revolučního roku 1848 se zapojil do veřejného dění. Ve volbách roku 1848 byl zvolen i na ústavodárný Říšský sněm. Zastupoval volební obvod Dubrovník. Tehdy se uváděl coby statkář. Řadil se ke sněmovní levici. Byl národně chorvatsky orientován a patřil mezi šest poslanců za Dalmácii, kteří podporovali sloučení Dalmácie s Chorvatským královstvím. Za město Dubrovník podal na ministerstvo vnitra roku 1848 petici s hospodářskými požadavky místních obyvatel.